# Левин, Джозеф (продюсер)
Джозеф Эдвард Левин (англ. Joseph Edward Levine; 9 сентября 1905 — 31 июля 1987) — американский кинопродюсер.
В конце 1940-х гг. основал независимую студию Embassy Pictures Corporation, первоначально специализировавшуюся, главным образом, на перевыпуске в США зарубежных фильмов. Первым крупным успехом компании и самого Левина стал выпуск в 1956 г. значительно изменённой и дополненной версии японского фильма «Годзилла».
В дальнейшем Левин выступил продюсером ряда известных американских фильмов, в том числе «Шпион, пришедший с холода» Мартина Ритта (1965), «Магия» Ричарда Аттенборо (1981) и др.